# Ist登場
「Ist登場」（イストとうじょう）は、テレビ東京系列局ほかで放送されていたトーク番組。テレビ大阪とイーストの共同制作。シャープの一社提供。制作局のテレビ大阪では1989年7月2日から1991年3月31日まで、毎週日曜9:30 - 10:00（日本標準時）に放送。

## 概要
前番組『パソコンサンデー』と同じくシャープの一社提供で放送された。司会は二谷英明と水野由利子。
各界で活躍するスペシャリスト（Specialist。本番組でこれを「ist」と略した）を毎週ゲストに迎えてのトーク番組。ゲストの仕事ぶりや人生に迫っていた。二谷はトーク番組の司会を務めるのはこれが初めてで、毎回事前にゲストの著書を読むなど研究に励んでから収録に臨んでいたという。
シャープ一社提供番組は1985年6月まで放送したクイズ番組『SHARPワールドクイズ・カンカンガク学』（日本テレビ）以来4年ぶりのレギュラー番組としての提供である。1982年4月から放送開始した『パソコンサンデー』以来9年間放送されていたテレビ大阪制作・シャープ一社提供番組は本番組までとなった。

## 放送局一覧
日曜9:30 - 10:00
- テレビ大阪（制作局）
- テレビ東京
- テレビ愛知
- テレビ北海道（1989年10月の開局から）
- テレビせとうち
他、番組販売によるネット局有り